# Tokopedia
Tokopedia là một công ty công nghệ của Indonesia, đôi khi được gọi là kỳ lân. Nó được thành lập vào năm 2009 bởi William Tanuwijaya và người bạn thân nhất của ông, LeContus Alpha Edison. Tính đến thời điểm tháng 11 năm 2018, công ty được định giá khoảng 7 tỷ đô la. Tokopedia mô tả sứ mệnh của mình là dân chủ hóa thương mại thông qua công nghệ.

## Lịch sử
PT Tokopedia được thành lập bởi William Tanuwijaya và LeContus Alpha Edison vào ngày 6 tháng 2 năm 2009. Công ty quản lý Tokopedia.com, được ra mắt công khai vào ngày 17 tháng 8. Kể từ khi được ra mắt chính thức, Tokopedia đã trở thành một trong những công ty internet của Indonesia phát triển nhanh chóng.
Vào năm 2020, 2 nhóm nhạc Kpop nổi tiếng hàng đầu thế giới là BTS và Blackpink đã làm đại diện thương hiệu cho hãng.